# Jacula (gruppo musicale)
Jacula è un gruppo musicale italiano di rock progressivo, fondato tra la fine degli anni '60 e l'inizio dei '70 da Antonio Bartoccetti e Charles Tiring, nome dietro cui sembrerebbe nascondersi il maestro Federico Bergamini, fortemente influenzato da tematiche orrorifiche, occultistiche ed esoteriche.

## Storia

### Gli Jacula negli anni '70
Gli Jacula nacquero a Milano dal sodalizio tra il chitarrista Antonio Bartoccetti (già nella band di hard rock/psichedelico chiamata Dietro Noi Deserto) e il tastierista Charles Tiring (dal duo nacquero anche gli Invisible Force), ai quali si unirono la cantante Fiamma Dallo Spirito (nome d'arte di Vittoria Lo Turco) e il medium Franz Parthenzy. Anche a causa di un continuo gioco mistificatorio e di ritrattazioni dello stesso Bartoccetti, l'anno preciso della nascita del progetto non è noto con certezza, ma è databile tra il 1969 e il 1971.
Il primo album ufficiale degli Jacula fu pubblicato nel 1972 dalla The Rogers e si intitolava Tardo pede in magiam versus. L'album venne ideato nel Castello Vitalini - Rocca d’Ajello di Camerino, per essere poi registrato negli studi Angelicum di Milano. Secondo parte della critica il disco anticipò i tempi, risultando così in un disastroso fiasco commerciale, tanto che anche il concerto inaugurale del tour presso il Teatro Arte di Milano vide non più di 45 paganti. Al brano di apertura dell'album, intitolato U.F.D.E.M., sarebbe stata negata la trasmissione nel programma Per voi giovani della RAI perché troppo estremo nel suo testo di protesta. Solo successivamente il disco fu rivalutato.
Già dal 1973 il nome Jacula, a causa del legame con il fumetto gotico-erotico, non sembrava più congeniale alla formula che il gruppo volevano proporre e così nel 1974 il progetto venne rifondato con nuovi membri sotto il nuovo nome di Antonius Rex, che includeva anche la futura moglie di Bartoccetti, Doris Norton.
Nel 2001 la Black Widow Records pubblicò In cauda semper stat venenum, album che, a detta dei suoi autori, sarebbe stato registrato a Londra nel 1969 dopo la concessione del nome da parte della casa editrice ErreGi, che pubblicava l'omonimo fumetto disegnato da Giorgio Cambiotti e quindi avrebbe consistito nel primo lavoro discografico del gruppo. L'album, secondo alcune dichiarazioni di Bartoccetti, venne pubblicato dalla «misteriosa Gnome Records», che sembra l'abbia distribuito all'interno di «sette religiose di non meglio definita natura», il che lo avrebbe reso irreperibile. Il disco sarebbe stato poi rimaneggiato negli anni successivi in vista dell'edizione del 2001, definita ristampa. Molti sono i critici musicali e i cultori che vedono in questo racconto un'operazione mistificatoria e, tra questi, Valerio Mattioli in Superonda: Storia segreta della musica italiana sottolinea come tali dubbi siano rafforzati dal fatto che i testi del disco presentano parola per parola alcuni di quelli di Pawn Hearts dei Van Der Graaf Generator due anni prima della sua pubblicazione. Al di là della veridicità di tali vicende, l'edizione del 2001 ottenne il favore della critica e degli appassionati del genere, riportando ancor più l'interesse sulla band che aveva avuto una rinascita d'attenzione negli anni subito precedenti, anche grazie alle ristampe della Mellow Records.

### Il ritorno nel periodo della riscoperta
Se sulla scia del neoprogressive italiano della seconda metà degli anni '80, nel 1990 l'album Tardo pede in magiam versus fu ristampato, fu poi l'etichetta Mellow Records a risvegliare l'interesse sugli Jacula avviando un'operazione di ristampa di alcuni loro album e di quelli degli Antonius Rex. Nel 1992 ristampò così Tardo pede in magiam versus, per poi pubblicare a nome Jacula Anno Demoni, che raccoglieva registrazione di Antonius Rex databili tra il 1969 ed il 1979.
Con il passaggio alla Black Widow Records venne poi realizzata la (ri)stampa di In Cauda Semper Stat Venenum, di cui il brano Triumphatus Sad appare al settimo posto nella classifica di Guitar World delle 50 canzoni più heavy prima dei Black Sabbath.
Nel 2010 gli Jacula risorgono con una nuova formazione che vede, oltre al solito Antonio Bartoccetti alla chitarra, il figlio di quest'ultimo, Rexanthony, alle tastiere, Florian Gorman alla batteria e Monika Tasnad come medium. Nel 2012 pubblicano così il concept album Pre viam (Black Widow Records) incentrato sulla possessione di Sandra B, descritto da Ondarock come caratterizzato da «divagazioni neo-classiche senza risultare boriosi» unite a sonorità datate e stereotipate.

## Formazione
- Antonio Bartoccetti - voce, chitarra, basso
- Fiamma Dello Spirito (nota anche solamente come Fiamma, pseudonimo di Vittoria Lo Turco) - voce, violino, flauto
- Federico Bergamini - clavicembalo, organo, tastiere (1971-1973)
- Charles Tiring - organo
- Franz Parthenzy - medium
- Doris Norton - effetti, percussioni, voce
- Rexanthony - tastiere, sintetizzatore, computer (dalla rifondazione nel 2010)
- Florian Gorman - batteria (dal 2010)
- Monika Tasnad - medium (dal 2010)

## Discografia
- 1972 - Tardo pede in magiam versus  (The Rogers Records, TRS 010001; ristampato in CD nel 1992 dalla Mellow Records, MMP 136)
- 2001 - In cauda semper stat venenum (Black Widow Records,  BWR 051, BWRCD 051-2)
- 2011 - Pre viam (Black Widow Records, BWR 135CD)